# くりこみ群
くりこみ群（、英: renormalization group）とは、くりこみ変換により構成される半群である。名前では「群」とついているが、実際は「群」ではなく「半群」である点は注意すべきことである。

## くりこみ変換
「くりこみ変換」とは、直感的に言うとスケール変換をして粗視化することである。量子論的場の理論の理解では素粒子は半径を持たないので任意のスケール変換に対し、元のスケールの粒子描像に新たに量子補正を取り入れた粒子を「変換後のスケールにおける粒子」と再定義することが可能である。つまりスケール変換に応じて質量や結合定数の異なる粒子描像に移行することになる。
理論のパラメータが1つである典型的な場合を考える。
パラメータが {\displaystyle x} であるとして、スケール変換
{\displaystyle x\longrightarrow x/t\qquad t>0}
を考える。この時、{\displaystyle x} に依存する量 {\displaystyle g}が
{\displaystyle g\longrightarrow G(t,g)}
のように変換されると仮定する。したがって、{\displaystyle \;G(t,g)\;}の初期条件は
{\displaystyle G(1,g)=g}
で与えられる。パラメータ {\displaystyle x} と {\displaystyle g} の対 {\displaystyle (x,g)} は空間 {\displaystyle M:=(0,\infty )\times \mathbb {R} } の点と考えられるので、写像 {\displaystyle (x,g)\longrightarrow (x/t,G(t,g))\;}は{\displaystyle \;M\;}の中への写像だと見なせる。
今、変換{\displaystyle \;(x,g)\longrightarrow (x/t,G(t,g))\;}を
{\displaystyle R_{t}{\begin{pmatrix}x\\g\end{pmatrix}}={\begin{pmatrix}x/t\\G(t,g)\end{pmatrix}}}
と書き、関係式
{\displaystyle R_{s}R_{t}=R_{ts}}
を満足しているものと仮定する。このとき、単位元は {\displaystyle R_{1}} であり、任意の {\displaystyle R_{s},R_{t}} に対して {\displaystyle R_{t}R_{s}=R_{s}R_{t}} が分かるので、集合 {\displaystyle \{R_{t}|t>0\}} は、可換半群をなすことが分かる。この {\displaystyle \{R_{t}|t>0\}} を「くりこみ変換」と呼ぶ。

## くりこみ群方程式
くりこみ群方程式とは、端的にいえば、理論のパラメータのスケール変換に対して物理量がどのように応答するかを記述する偏微分方程式のことである。
くりこみ変換の関係式を、{\displaystyle G(t,g)} の言葉で書くと、
{\displaystyle G(ts,g)=G(s,G(t,g)),}
と表現できる。これは、関数等式としての「くりこみ群方程式」である。このままでは扱いにくいので、普通は {\displaystyle G(t,g)} の微分可能性を仮定し、偏微分方程式の形に直す。そのためには、{\displaystyle x=st} とおいて、上式の両辺を {\displaystyle t} で微分して {\displaystyle t=1} とおけばよい。得られる式は
{\displaystyle x{\frac {\partial }{\partial x}}G(x,g)-\beta (g){\frac {\partial }{\partial g}}G(x,g)=0,}
である。ただし、{\displaystyle \beta (g)} は
{\displaystyle \beta (g)=\left.{\frac {\partial }{\partial t}}G(t,g)\right|_{t=1},}
で定義される。このような偏微分方程式を、「Gell-Mann=Low型のくりこみ群方程式」という。「Gell-Mann=Low型のくりこみ群方程式」とは異なり、非同次項を持つくりこみ群方程式が現れることもある。そのようなタイプの方程式は、「Callan-Symanzik型のくりこみ群方程式」と呼ばれる。
得られた方程式は1階の線型偏微分方程式であるので、特性方程式
{\displaystyle {\frac {dx}{x}}=-{\frac {dg}{\beta (g)}}}
を解いて一般解を求めることができ、それは
{\displaystyle \phi (F(g)+\ln x)}
で与えられる。ただし、{\displaystyle F(g)} は、
{\displaystyle {\frac {dF(g)}{dg}}={\frac {1}{\beta (g)}}}
を満足する関数、{\displaystyle \phi (z)} は {\displaystyle z} の任意関数である。ここで、初期条件
{\displaystyle G(1,g)=g}
により {\displaystyle \phi (x)} は {\displaystyle F^{-1}(x)} であることが分かるので、結局、
{\displaystyle G(x,g)=F^{-1}(F(g)+\ln x)}
が解である。
関数 {\displaystyle \beta (g)} は、物理量のスケール変換の応答を決定する重要な量で、ベータ関数と呼ばれる。ベータ関数をどうやって求めるかは重要な問題だが、摂動計算による以外、事実上、方法はない。
場の理論で {\displaystyle g} を頂点関数などに選び、
{\displaystyle x}をくりこみ点 {\displaystyle \mu ^{2}} に選んだ場合、{\displaystyle g} の {\displaystyle x} 依存性は、いくつかの関数 {\displaystyle f_{i}}を通して現れる。よって、このときのくりこみ群方程式は、
{\displaystyle x{\frac {\partial }{\partial x}}G(x,f_{1},\dots ,f_{n})-\sum _{i=1}^{n}\beta _{i}{\frac {\partial }{\partial f_{i}}}G(x,f_{1},\dots ,f_{n})=0,}
ベータ関数は
{\displaystyle \beta _{i}(f_{1},\dots ,f_{n}):=\left.{\frac {\partial }{\partial t}}f_{i}\right|_{t=1},}
となる。

## 応用例
1. 統計力学
2. 場の量子論